# 상반평면
수학에서 상반평면(上半平面, 영어: upper half-plane)은 복소평면의 위 절반을 일컫는다. 상반평면은 2차원 쌍곡공간의 자연스러운 모형이며, 또한 모듈러 형식들은 자연스럽게 상반평면에 정의된다.

## 정의
(열린) 상반평면(영어: (open) upper half-plane) {\displaystyle \mathbb {H} } 허수부가 양수인 복소수들의 집합이다. 즉,
{\displaystyle \mathbb {H} =\{z\in \mathbb {C} \colon \operatorname {Im} z>0\}\subset \mathbb {C} }
이다. 닫힌 상반평면(영어: closed upper half-plane {\displaystyle {\bar {\mathbb {H} }})}은 허수부가 음수가 아닌 복소수들의 집합이다. 즉,
{\displaystyle {\bar {\mathbb {H} }}=\{z\in \mathbb {C} \colon \operatorname {Im} z\geq 0\}\subset \mathbb {C} }
이다. 보통 복소수를 평면에 대응시킬 때 실수부를 좌우 축으로, 허수부를 상하 축으로 나타내므로, 이 경우 (열린) 상반평면은 실수선 {\displaystyle \mathbb {R} \subset \mathbb {C} } 위의 부분공간이고, 닫힌 상반평면은 실수선 및 열린 상반평면을 포함하는 부분공간이다.

## 같이 보기
- 푹스군
- 기본 영역
- 클라인 부분군
- 모듈러 군
- 리만 곡면